# Valentin Borș
Valentin Borș (n. 17 iulie 1983, Focșani, România) este un fost portar român.
A jucat pentru echipele:
- Oțelul Galați (2000-2005)
- FC Botoșani (2005-2006)
- Oțelul Galați (2006-2008)
- Concordia Chiajna (2008-2009)
- CSM Focșani (2009-2012)